# Nabil Kanso
Nabil Kanso, né en 1946 à Beyrouth et mort le 17 novembre 2019 à Atlanta, est un peintre américain d'origine libanaise.

## Œuvre
Ses œuvres traitent des thèmes contemporains, historiques et littéraires, et sont marqués par des images figuratives exécutées d’une manière spontanée et vigoureuse et fait souvent sur des toiles de taille murale. Ils reflètent le mouvement et la tension qui incarnent des couleurs intenses et des formes symbolique préoccupent des questions sociales et évoquent la destruction et le désastre de la guerre. La guerre du Viêt Nam et la guerre du Liban ont profondément affecté le développement et la portée de ses thèmes traitant de la violence et la guerre. Sa série  la Division de la Vie (1974-94) couvre un grand nombre d’œuvres représentant des scènes de brutalité et souffrance humaine.

## Biographie
Nabil Kanso a grandi à Beyrouth où sa famille vivait dans une maison ornée de l'art italien et oriental. En 1961, il est allé à Angleterre. Il entre à la London Polytechnic comme étudiant en mathématiques et science.
En 1966, Kanso déménage à New York, et s'inscrit à l’université de New York où il a reçu BA et MA. En 1968, il s'est engagé à la peinture, a acquis un atelier à Manhattan, et s'embarqua sur le développement de ses idées et la méthode de la peinture.

### 1970-1979
Sa première exposition personnelle a lieu en 1971 à la Galerie 76 de New York où il a exposé 80 tableaux de portraits et des nus dans des compositions reflétant des caractéristiques expressionnistes, romantiques et symbolistes,. Entre 1971 et 1973, il a tenu des expositions qui comprenait les séries Voyageur, Danse macabre, Oiseaux de proie, Place des Martyrs, et Expressions, Bien que les expositions ont attiré l'attention et commentaires, le manque de subsistance suffisants ont permis la saisie de son atelier dont le contenu compris des centaines d'œuvres ont été placées en entrepôt, et, finalement, perdus ou détruits.
Entre 1974 et 1979, Kanso a pris atelier à différents endroits à New York, en Caroline du Nord, Caroline du Sud, à La Nouvelle-Orléans et à Atlanta produisant un grand nombre de peintures. Parmi les œuvres de cette période sont les séries du Viêt Nam (1974), Liban (1975-79), la Division de la Vie (1976-79) Une-Minute Hiroshima et Nagasaki 1978-79), et la série Faust (1976) comprenant plus de 100 peintures sur le drame de Goethe.

### 1980-2010
En 1980, Kanso s'installer à Atlanta où il a fondé un atelier et a tenu expositions,. En 1984, il s'installe au Venezuela où ses ouvrages ont été présentés à Maracaibo, Caracas et Mérida.  Les expositions ont été un stimulant dans le lancement de sa « journée d’Art pour la Paix » à travers lequel ses œuvres ont été présentés sous les auspices des musées d'art, institutions culturelles, et des centres de la paix dans des expositions individuelles internationale et en particulier en Amérique du Sud. Parmi les œuvres de cette période sont les séries Liban; l'Afrique du Sud; Vision de Rêve; Apocalypse; Salomé; Othéllo; les Cluster paintings; l'Amérique : 500 années : Gloire et Cruauté; Auschwitz; Feuilles du théâtre de la guerre; Irak-Koweït; Afghanistan; Irak.
Kanso affiche ses œuvres en couvrant les murs entiers de l'espace d'exposition avec ses toiles. L'installation entourant le spectateur a pour but de véhiculer l'intensité entre la réalité de l'objet et l'actualité de la peinture, et reflètent l'engagement de l'artiste avec les toiles dont le contenu représente sa vie visual et sa relation avec les cultures et traditions contradictoires de l’Orient et l’Occident,.